# Арсіноя II
Арсіноя II (дав.-гр. Ἀρσινόη, 316 до н. е. — бл. 268 до н. е.) — цариця та співволодарка Македонії й Фракії у 288–280 до н. е., Єгипту у 279-268 до н. е.

## Життєпис

### Дружина Лісімаха
Походила з династії Птолемеїв. Донька засновника єгипетської держави Птолемея I й Береніки I, македонської аристократки. Народилася у Мемфісі або Олександрії Єгипетській. Дитинство провела в Олександрії, отримавши гарну освіту — знала македонську та грецьку мови, літературу та філософію. Крім того, її навчав Стратон Лампсакський.
У 299 до н. е. була видана заміж за Лісімаха, царя Фракії. Спочатку домоглася розлучення Лісімаха з дружиною Амастридою Гераклейською. У 288 до н. е. стала співволодаркою чоловіка. Внаслідок її інтриг Лісімах у 284 році до н. е. стратив свого сина Агафокла від першого шлюбу, щоб розчистити шлях до влади синам від Арсіної. Того ж року отримала від Лісімаха місто Гераклею Понтійську в особисту власність, а потім й м. Кассандрею. У 283 році до н. е. вступила в конфлікт з Філетером, одним зі скарбників Лісімаха, який був у Пергамі. Тому Філетер перейшов на бік Селевка I, царя Сирії. Водночас отримувала статки від міста Ефес, якого переймовано на Арсіною.

### Дружина Керавна і Філадельфа
Після падіння фракійського царства і смерті Лісімаха у 281 до н. е. вона втекла з Арсіної (колишнього Ефеса) до м. Кассандрея, що розташовувалася у Македонському царстві. У 280 році до н. е. вийшла заміж за свого зведеного брата Птолемея Керавна, чим передала права на Македонію. Але Керавн виявився ще більш хитрим інтриганом, і вбив її двох синів — Лісімаха й Пилипа. Третій її син втік до Єгипту. Вона була змушена тікати до о. Самофракія, а після загибелі Птолемея Керавна у війні з кельтами 279 року до н. е. перебралася до Єгипту, де володарював рідний брат Птолемей II.
Між 279 та 275 до н. е. Арсіноя II вийшла заміж за брата, який на вісім років молодший за неї, і так стала царицею. Колишня дружина Птолемея II була вигнана зі столиці і звинувачена в змові проти життя царя Єгипту, потім почалися репресії проти інших членів царського дому, напевно спровоковані Арсіноєю II. Остання розраховувала за допомогою Птолемея II повернути для свого сина спадщину Лісімаха. Було започатковано культ правителів — Птолемеїв — на кшталт давньоєгипетського Ісіди та Осіріса.
У 275–274 до н. е. супроводжувала чоловіка під час подій Першої Сирійської війни. Згодом брала участь у підготовці боротьби проти македонського царя Антігона II Гоната, що отримала назву Хремонідова війна. За її підсумками Арсіноя планувала посадити на трон Македонії свого сина Птолемея.
Арсіноя II отримала божественні почесті, а в «Арсіноємі» стояла її статуя з топазу висотою майже 2,5 м. Про статую брата і сестри, що стояла поблизу Одеона в Афінах, згадує Павсаній. У 272 до н. е. виграла 3 колісничні перегони на Олімпійських іграх. На її честь названі міста на Суецькому півострові, оазі Фаюм, Кілікії. Померла близько 268 року до н. е.

## Родина
1. Чоловік — Лісімах, цар Фракії
Діти:
- Лісімах (297/296-279 до н. е.)
- Пилип (294–279)
- Птолемей (299/298-240 до н е.)

2. Чоловік — Птолемей Керавн, цар Македонії

3. Чоловік — Птолемей II Філадельф, цар Єгипту
дітей не було